# Till Slut Kommer Någon Att Skratta
Till Slut Kommer Någon Att Skratta eller TSKNAS var ett svenskt poddradioprogam startat av ståuppkomikern Petter Bristav tillsammans med komikerkollegorna Soran Ismail och Aron Flam. Gäster i programmet har bland andra Zara Larsson, Fredrik Wikingsson, Adam Alsing, Henrik Schyffert, Alex Schulman, Magnus Betnér, Petra Mede, Erik Niva och Timbuktu varit. Från april 2014 publicerades avsnitten genom Acast.
Det första avsnittet publicerades den 30 september 2010 och det sista den 24 oktober 2017. Under dessa drygt sju år sändes 368 avsnitt och över 20 extraavsnitt.

## Utmärkande händelser

### TSKNAS och Musikhjälpen
I december 2011 samlade TSKNAS ihop pengar till Musikhjälpen som för året hade temat "Alla flickor har rätt att gå i skolan".  TSKNAS bad sina lyssnare att sätta in pengar på ett bankgiro för att sedan få summan dubblad av Soran Ismail.  7659 kr samlades in. På Lucia gästade Soran Ismail musikhjälpen och lämnade över 15 318 kr till Kodjo Akolor och Gina Dirawi som satt i glasburen på Gustaf Adolfs Torg i Göteborg.

### Utmärkelser
- 2011 - Årets Skrattstock (Svenska Stand up-galan)
- 2012 & 2013 - Bästa humor (Svenska podradiopriset)[5][6]